# Ivan Roitt
Ivan Maurice Roitt (* 30. September 1927) ist ein britischer Immunologe, der ein Pionier bei Autoimmunerkrankungen ist.
Roitt studierte zunächst ab 1949 Chemie an der University of Leeds und ab 1950 in Oxford (Balliol College) mit dem Promotionsabschluss (D.Phil.) 1953. 1953 folgte ein Bachelor-Abschluss in Physiologie. Im selben Jahr wechselte er an die Middlesex Hospital Medical School. 1968 bis 1992 war er Professor und Leiter der Fakultät für Immunologie am University College London (früher Middlesex Hospital Medical School), an dem er ab 1965 Reader war. 1973 bis 1992 war er Leiter der Abteilung für Rheumatologieforschung. Seit 1994 ist er Professor Emeritus.  Er ist Direktor des im Jahr 2008 gegründeten Centre for Investigative and Diagnostic Oncology.
Er erkannte Mitte der 1950er Jahre am Middlesex Hospital mit Peter Campbell und Deborah Doniach den Charakter von Hashimoto-Thyreoiditis als Autoimmunerkrankung und allgemein das Konzept organspezifischer Autoimmunkrankheiten. Roitt und Doniach erforschten auch die Perniziöse Anämie und die primär biliäre Zirrhose als Autoimmunkrankheit. Sein Fachbuch Roitt´s Essential Immunology erschien 1971 (13. Auflage 2017).
1964 erhielt er den Canada Gairdner International Award. 1983 wurde er Fellow der Royal Society. Er ist Ehren-Fellow der Royal Society of Medicine (1993) und Ehrenmitglied des Royal College of Physicians. 1974 wurde er Fellow des Royal College of Pathologists.
1968 erhielt er einen D.Sc. der Universität Oxford.

## Schriften
- mit Peter Delves: Roitt´s Essential Immunology, 10. Auflage, Blackwell Scientific Publishing 2001 (zuerst Oxford: Blackwell 1971). 13. Auflage 2017, ISBN 978-1-118-41577-1, überarbeitete Fassung mit  Seamus J. Martin und Dennis R. Burton.
- mit Jonathan Brostoff, David K. Male Immunology, Harper and Row/Lippincott 1989, 6. Auflage Mosby 2001
  - Deutsche Übersetzung: Kurzes Lehrbuch der Immunologie, Thieme Verlag, 3. Auflage 1995
- mit Cedric Mims, John Playfair, Rosamund Williams, Derek Wakelin: Medical Microbiology, Mosby 1998
- Herausgeber mit Peter Delves: Encyclopedia of Immunology, 3 Bände, Academic Press 1992